# Marcel Magis

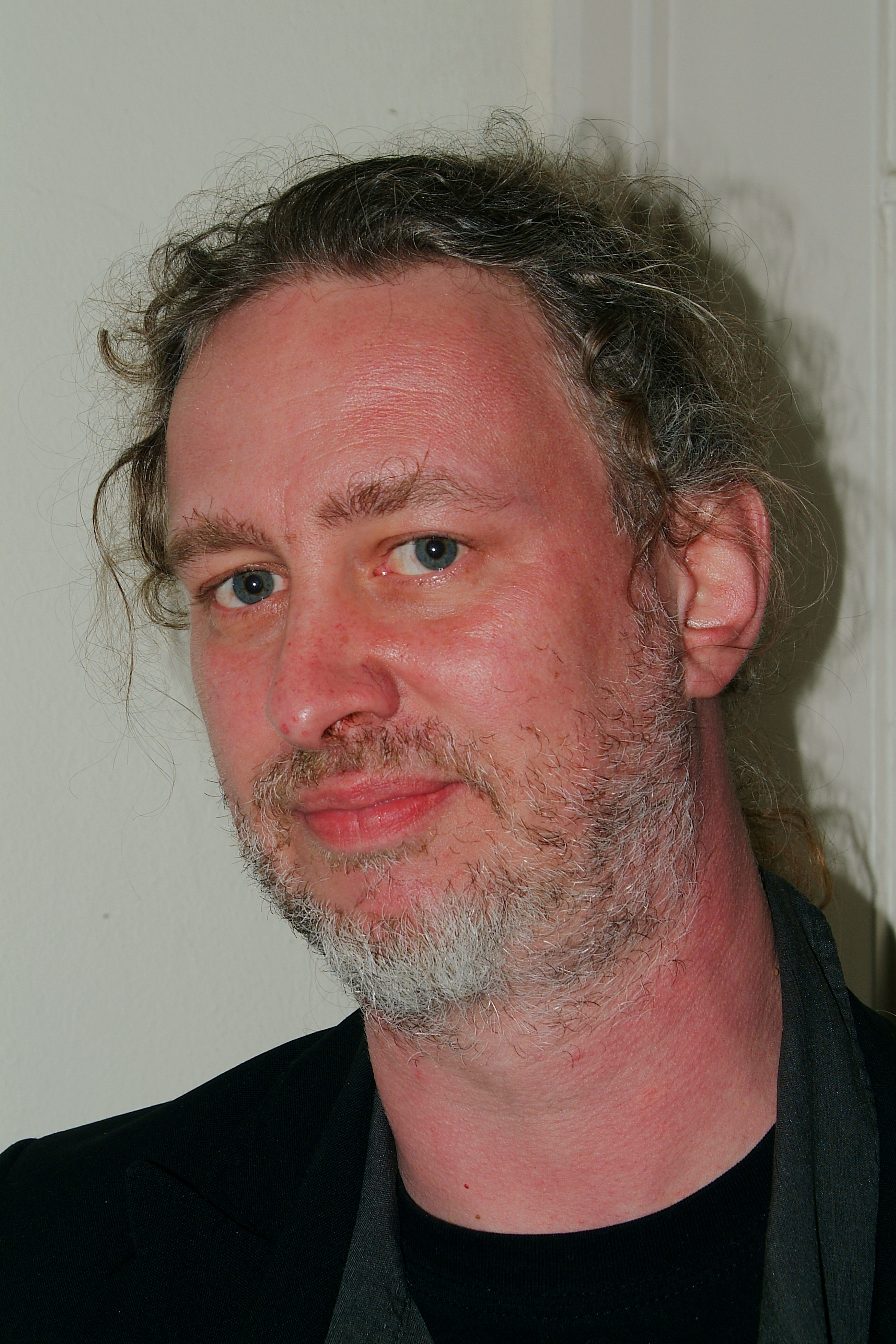
Marcel Magis (2012)

Marcel Magis (* 24. September 1965 in St. Gallen; † 7. Mai 2018) war ein deutscher Schriftsteller.

## Werdegang
Nach Geburt in der Schweiz erhielt Magis die deutsche Staatsbürgerschaft in München, wo er bis zum fünften Lebensjahr aufwuchs. Danach folgte Hannover.
Mitte der 80er Jahre bewegte er sich im Umkreis von Kurt Morawietz und Joachim Grünhagen, die für ihn beim Hannoverschen Künstlerverein bürgten, von dem er 1986 den Reimar-Dahlgrün-Preis in Höhe von 1.000 DM erhielt.
1990 bis 1991 war er Herausgeber der Kulturzeitschrift Positionen, die über fünf Jahre erschien und in den letzten Jahren Redaktionen in Wien und Berlin unterhielt. Prominenteste Autoren waren Friedhelm Kändler und Bodo Hell. 2001 zog er auf die Byteburg am Rhein in Bad Breisig, um mit Kai Krause zusammenzuarbeiten. 2002 folgten kurz Paris, später Berlin und zuletzt Hildesheim.
Ende 2003 begann Magis, unter anderem literarische Kurzgeschichten für die Fachzeitschriften MacNewsPaper und Mac Life zu schreiben, die bis Ende 2007 monatlich erschienen. Mitte 2005 veröffentlichte der Brandneu-Verlag das Buch „Mein Leben mit Mitsu“, das von Iris Luckhaus illustriert wurde. Kai Krause schrieb das Vorwort. Ende 2005 inszenierte er für die Stadt Hannover zu Ehren Kurt Morawietz das bundesweit erste Stück für Gehörlose und Hörende im Kommunalen Kino Hannover mit der Gebärdenpoetin Wiebke Kögel und Alban Nikolai Herbst. Mitte 2007 wurden seine Kolumnen aus der Mac Life als Hörbuch „Lovebits“ im SinTakt-Verlag veröffentlicht.
Ab Mai 2010 veröffentlicht er seinen zweiten Roman „Im Schatten des Flügelschlags“ über Twitter.
Ende April 2012 erschienen erstmals sämtliche Marc-Maus-Kolumnen gesammelt mit einer Vorbemerkung von Peter Glaser versehen als E-Book über Amazon.
Ab 2015 wurde Kite und Jean als Roman – work in progress – in wöchentlichen Fortsetzungen veröffentlicht.

## Bücher
- 1983 – Gedichte (mit Ingrid Sojka, Sonderdruck herbstwerbung hannover)
- 1996 – Fleischwerdung (Kleinauflage im Offizin Koechert Hannover)
- 2005 – Mein Leben mit Mitsu (Brandneu Verlag)[6]
- 2006 – Sommer mit Schafen (E-Book, Brandneu Verlag/Beam Bibliothek)
- 2007 – Lovebits (Hörbuch, SinTakt Verlag)
- 2012 – Lovebits (E-Book, Motu-One/Amazon)
- 2015 – Die Geschichte von Kite und Jean

## Weitere Veröffentlichungen (Auswahl)
- TELEPOLIS, Heise-Verlag, Artikel von Marcel Magis
  - Autoren, noch eine Anstrengung, wenn ihr frei sein wollt!
  - Schwere Materie - Die Kunst der Bücherschränke. Eine Überlegung
  - Warum Multimedia nicht funktioniert

- notebooksbilliger.de, Artikel von Marcel Magis
  - Kaffee oder Wasser über das Notebook gekippt? So rettest du das Gerät
  - So reinigst Du dein Notebook in 60 Sekunden